# Molitg-les-Bains
Molitg-les-Bains (em catalão:  Molig) é uma comuna francesa na região administrativa da Occitânia, no departamento dos Pirenéus Orientais. Estende-se por uma área de 12.96 km², e possui 237 habitantes, segundo o censo de 2018, com uma densidade de 18 hab/km².